# Maria Medina Coeli
Maria Medina Coeli, född 13 mars 1764 i Chiavenna, död 1846 i Pianello Lario, var en italiensk forskare.
Hon var dotter till läkaren Sebastian Medina Coeli och Isabella Battistessa. Coeli undervisades av sin far i medicin och brevväxlade med läkaren Luigi Sacco Milano, som var en förespråkare för smittkoppsvaccin. Coeli provade ut vaccin på sig själv och sin familj och förespråkade dess införande i hemområdet; hennes engagemang anses ha spelat en avgörande roll för införandet av smittkoppsvaccin i Como-området. Hon studerade också naturvetenskaperna. Coeli flyttade till Como för att studera, men mötte och gifte sig i stället med notarien Bernardino Lena Perpenti år 1788. De följande barnfödslarna begränsade hennes studier, men hon fortsatte i mindre skala med personliga studier, och upptäckte en speciell spinnmetod för asbest, vilken gjorde henne berömd i Italien och utomlands.